# Parkanlagen in Cottbus

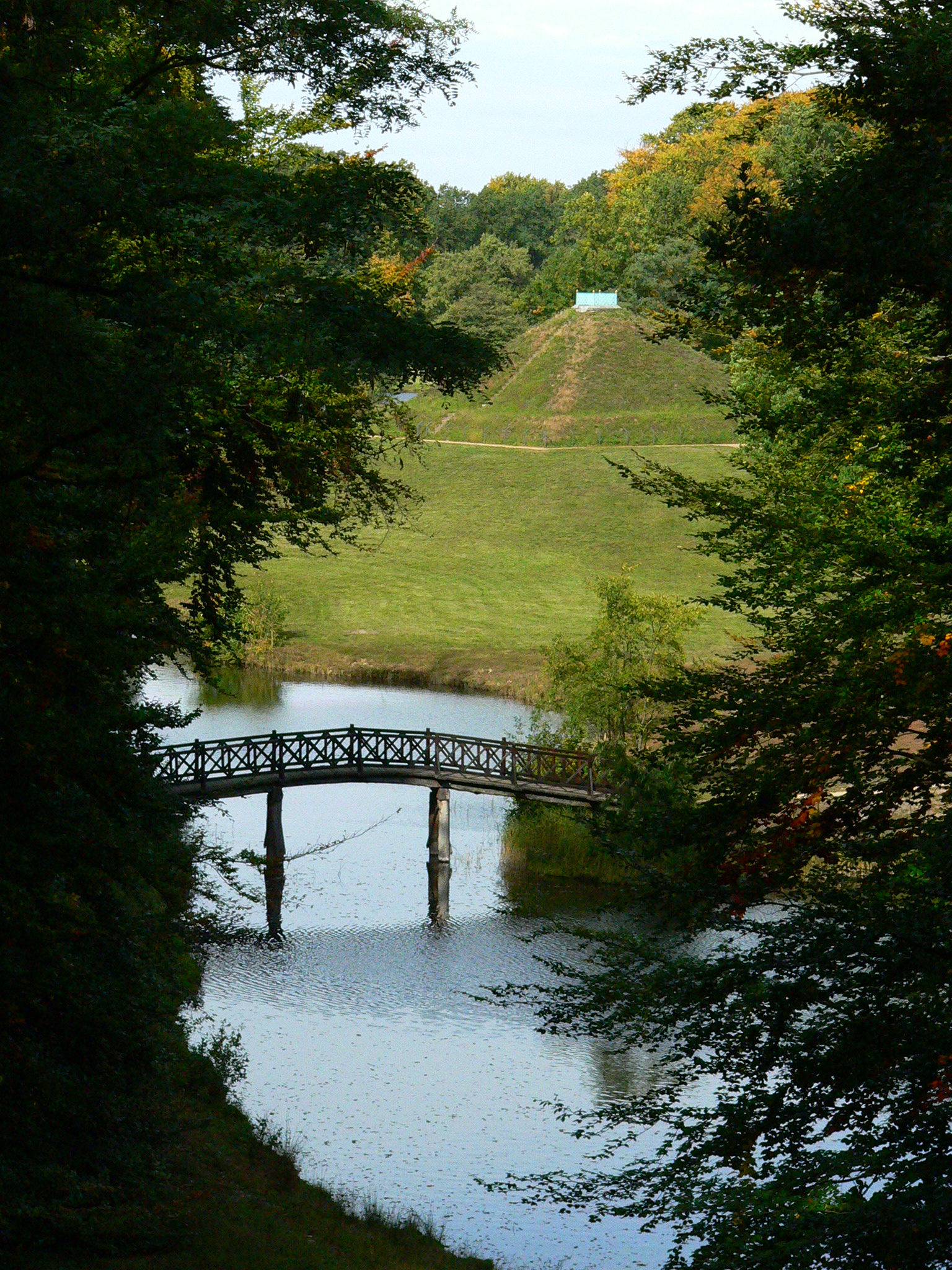
Cottbus bekannteste Parkanlage, der Branitzer Park mit Blick auf die Landpyramide

In dem folgenden Artikel werden die verschiedenen Parkanlagen der Stadt Cottbus aufgelistet.

## Geschichte
Bereits Ende des 19. Jahrhunderts waren die Stadtväter mithilfe des Verschönerungsvereins darum bemüht, Cottbus durch das Anlegen von Plätzen und Parks aufzulockern und zu begrünen. Eine erste gestaltete Platzanlage entstand im Jahr 1813 auf dem westlichen Ende des Luckauer Walls. Sie wurde 1886 erweitert und entwickelte sich im Laufe des folgenden Jahrhunderts zur heutigen Puschkinpromenade. Im Jahr 1895 entstand auf der Mühleninsel der heutige Goethepark. Der Eliaspark wurde durch eine Stiftung des Kommerzienrates Elias im Jahr 1902 angelegt. Der erste Spatenstich zum Volkspark, damals „Kaiser-Wilhelm-Auguste-Viktoria-Hain“, erfolgte im Jahr 1909. Der Park sollte als stadtnahes Walderholungsgebiet den Bürgern zur Entspannung dienen. Der Carl-Blechen-Park, am östlichen Ufer der Spree, direkt neben dem Goethepark, wurde im Jahr 1930 zu Ehren des Landschaftsmalers gestaltet. Durch Eingemeindung gehört der Branitzer Park seit 1934 ebenfalls zu Cottbus. Es folgten 1954 die Errichtung des Frühlingsgartens, 1956 die Gestaltung der Platzanlage Schillerplatz, die Gestaltung des Brunschwigparks und des Käthe-Kollwitz-Parks im Jahr 1970 sowie 1995 der Spreeauenpark zur Bundesgartenschau. Die meisten Parks sind durch Wanderwege entlang der Spree miteinander verbunden und bilden einen grünen Erholungsbereich, der die ganze Stadt durchzieht.

## Branitzer Park

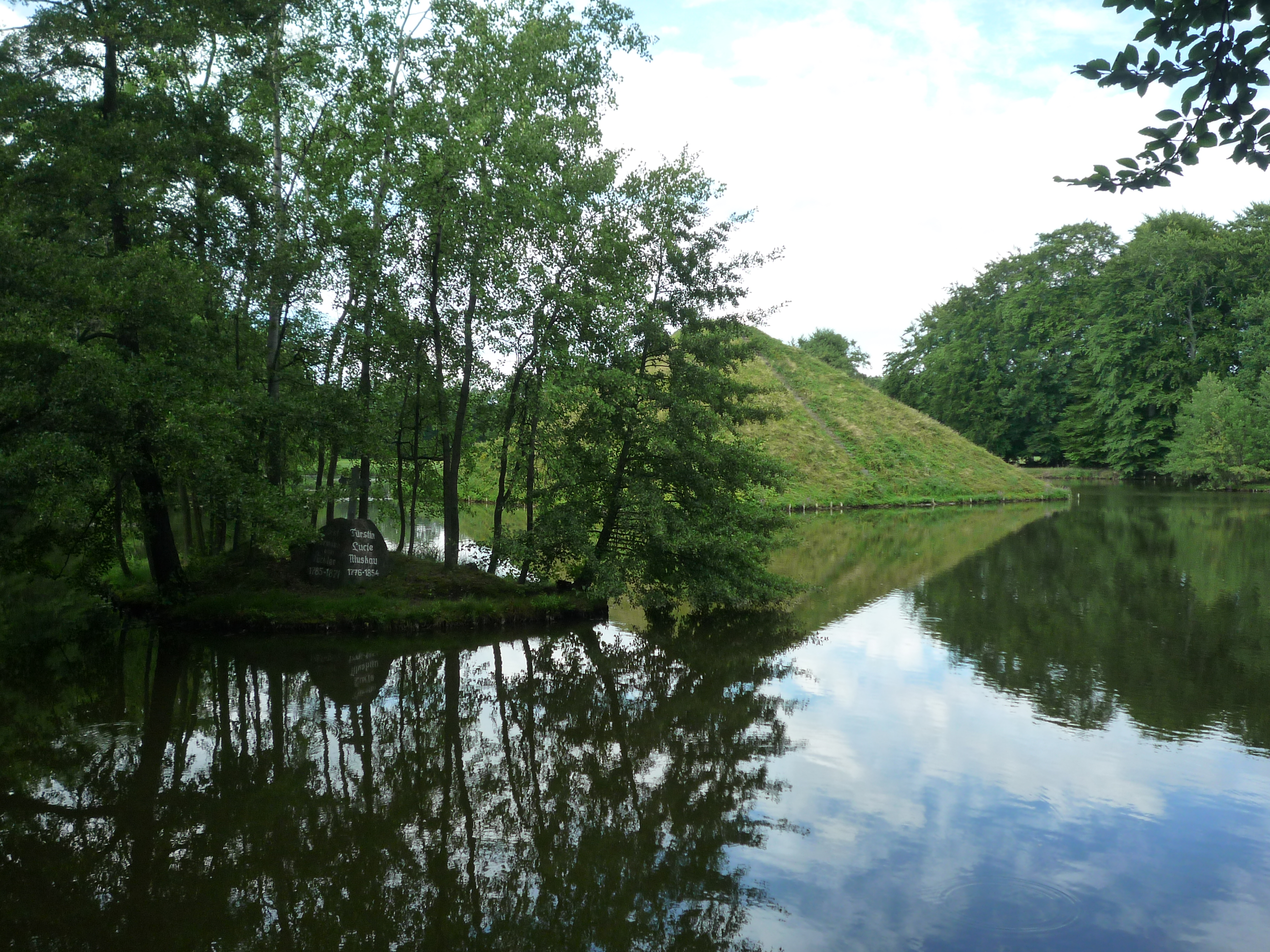
Die Seepyramide im Branitzer Park, davor auf der Grabsteininsel das Grabkreuz, das auf dem alten Branitzer Dorffriedhof die Gruft der Gräfin Lucie von Pückler-Muskau krönte

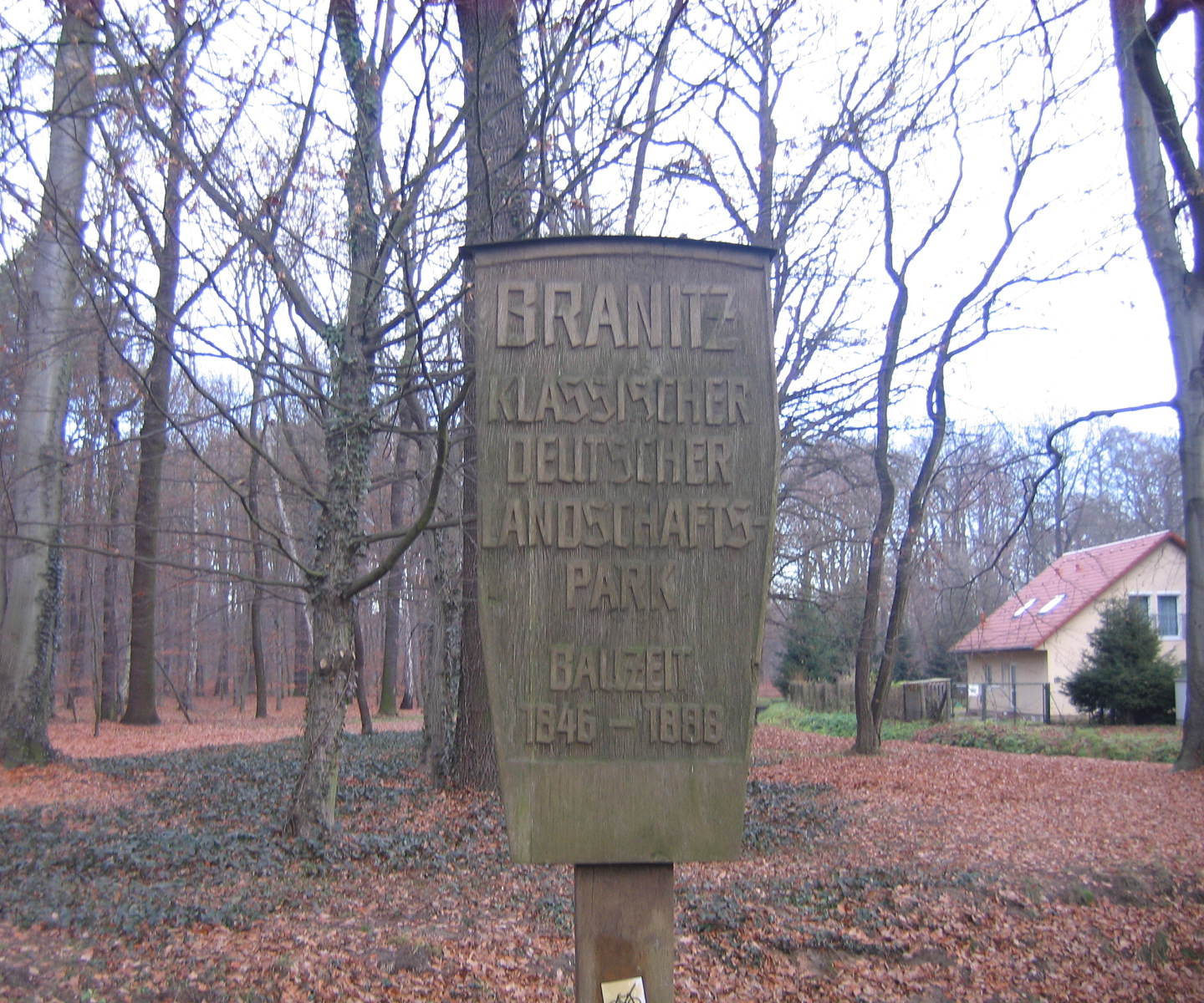
Branitzer Park – Eingang

Der Branitzer Park gilt als bedeutendste Cottbuser Parkanlage. Hermann Fürst von Pückler ließ seit 1819 Bäume und Sträucher aus dem Branitzer Park für seinen Park in Bad Muskau entnehmen. Erst als er dieses Anwesen wegen hoher Schulden verkaufen musste, zog er widerwillig nach Branitz. Ab 1846 begann er mit der Gestaltung des Branitzer Parks. Nach seinem Tod 1871 führte sein Nachfolger Heinrich Graf von Pückler die Arbeiten bis 1888 weiter.
Hermann Fürst von Pückler schuf hier einen Landschaftsgarten mit gestalterisch differenzierten Parkbereichen. Der Park ist in drei Zonen unterteilt, dem Pleasureground, in dessen Zentrum sich das Schloss befindet, dem Innenpark und dem Außenpark. Im Bereich des Außenparks befinden sich heute der Tierpark und der Spreeauenpark.
Der Außenpark erstreckt sich über eine Fläche von ca. 600 Hektar und besteht aus Wald-, Wiesen- und Ackerflächen.
Der Innenpark ist ca. 100 Hektar groß und wurde von Hermann Fürst von Pückler durch umfangreiche Erdbewegungen in eine Komposition aus verschlungenen Wegen, Teichen, Hügeln und Wasserläufen mit vielen Brücken verwandelt. Er gestaltete den Park wirkungsvoll mit Baum- und Gehölzpflanzungen, die immer wieder Sichtachsen auf das Schloss freigeben. Während im Parkbereich nur mit einheimischen Pflanzen gearbeitet wurde, setzte er im Pleasureground auch fremdländische Gehölze ein.
Zwischen 1855 und 1857 ließ Pückler den Pyramidensee ausheben und mit dem Erdreich den Grabhügel, auf dem die Seepyramide entstand, aufschütten. Die Landpyramide entstand zwischen 1860 und 1863.
Hermann Fürst von Pückler fand 1871 im Grabhügel, dem Tumulus, seine letzte Ruhestätte. Im Jahr 1884 wurden dann die sterblichen Überreste seiner Frau und Lebensgefährtin Lucie von Pückler-Muskau vom alten Branitzer Friedhof in die Seepyramide umgebettet.
Das Zentrum des Parks bildet das 1772 im spätbarocken Stil errichtete Schloss Branitz, das Pückler nach eigenen Ideen und Anregungen von Gottfried Semper umbauen ließ. Dem Schloss gegenüber stehen der Marstall und das Kavalierhaus. Beide Gebäude sind durch eine Pergola mit Reliefs des dänischen Bildhauers Berthel Thorwaldsen verbunden. Im Pleasureground finden sich außerdem antike Zinkgusskopien und der Bronzeabguss der Venus Italica von Canova.
Weitere sehenswerte Gebäude im Innenpark sind die neogotische Parkschmiede, das klassizistische Cottbuser Torhaus und die historische Schlossgärtnerei.
Drei orientalische Räume erinnern im Schloss an Pücklers Reisen in den Orient. Das Schloss beherbergt auch eine Bibliothek und zum Teil original eingerichtete Räume aus der Zeit des Fürsten. Neben einer Ausstellung mit den Werken des in Cottbus geborenen Malers Carl Blechen werden verschiedene Sonderausstellungen durchgeführt.
Im Besucherzentrum wird in einer modernen Ausstellung mit multimedialen Effekten vom Leben des Fürsten erzählt.

## Brunschwigpark
Der Brunschwigpark wurde in den siebziger Jahren als Wohngebietspark angelegt. Er liegt zwischen der Hallenser Straße und der Erfurter Straße, bzw. der Berliner Straße. In Ost-West-Richtung erstreckt sich der Park zwischen der Schweriner Straße und der Lessingstraße bzw. der Lieberoser Straße.
Nachdem der Park 2006 durch Neuanpflanzungen verschönert wurde, erfolgte 2008 eine Vergrößerung des Parks durch Gestaltung und Begrünung von Brachflächen.
Der Park liegt am Gurken-Radweg und gehört zum mittleren Grünring der Stadt.
Auf dem Gelände des Parks befindet sich eine 1984 aufgestellte, heute sanierungsbedürftige Reiterskulptur von Heinz Mamat („Reitende Knaben“, 1979), für deren Reparatur sich die AfD-Politikerin Marianne Spring-Räumschüssel im Landtagswahlkampf 2019 einsetzte und diese durch eine Großspende an die Stadt im Jahr 2020 ermöglichte.

## Carl-Blechen-Park

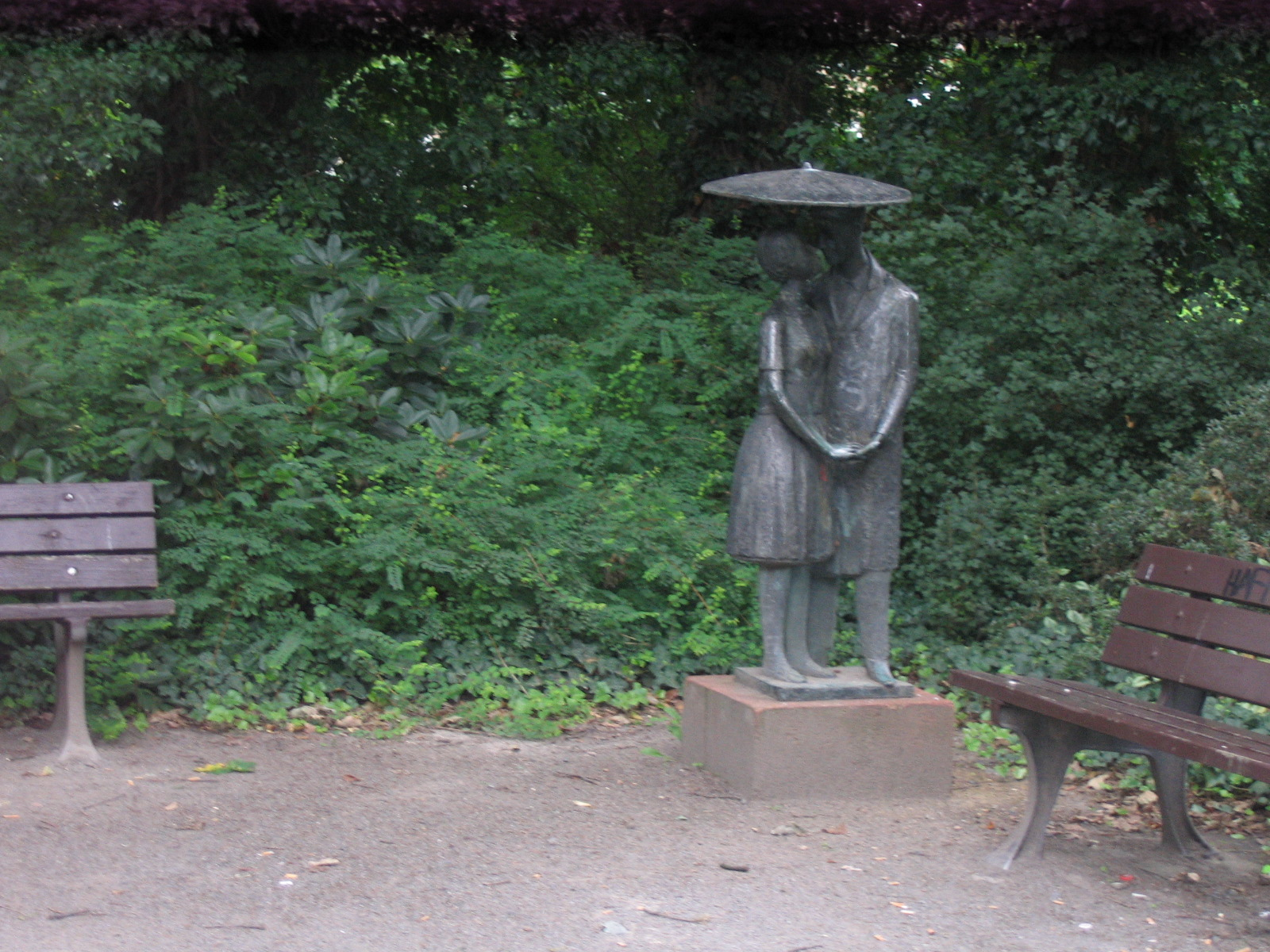
Skulptur im Carl-Blechen-Park

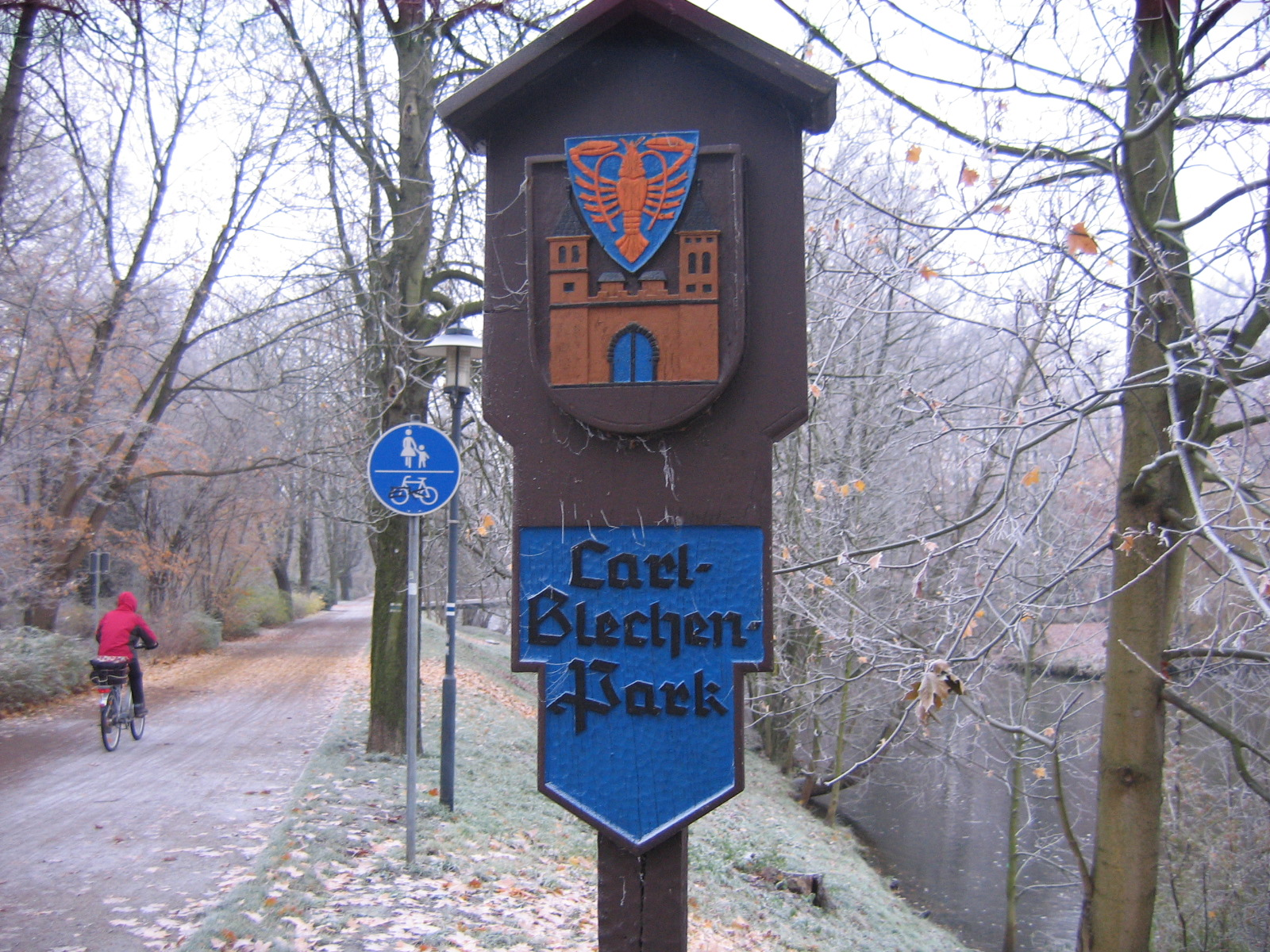
Eingang zum Carl-Blechen-Park

Der Carl-Blechen-Park entstand nach 1930 und ist dem im Jahre 1798 in Cottbus geborenen Landschaftsmaler Carl Blechen gewidmet. Der Park zeigt sich mit seltenen Bäumen und Blütenstauden an der Ostseite der Spree. In den fünfziger Jahren wurde der Park durch eine Brücke mit dem Goethepark verbunden, heute heißt die Brücke Blechensteg. Zu Ehren Carl Blechens wurde im Jahre 1957 ein Denkmal aus Bronze aufgestellt, das allerdings im Februar 2008 von Metalldieben gestohlen wurde. Die Kastanienallee findet ihre Fortsetzung in dem 1934/35 geschaffenen Rosenufer, heute Ludwig-Leichhardt-Allee, einer Uferpromenade südlich des Parks, von ihm durch die Franz-Mehring-Straße getrennt.
Vom Kleinen Spreewehr führt wiederum eine Kastanienallee zum Lindenplatz mit dem Raumflugplanetarium „Juri Gagarin“. In den 70er/80er Jahren stand im Park ein reetgedeckter Pavillon, der als Imbiss genutzt wurde. Auch eine Freilichtbühne, die 1995 abgerissen wurde, war Teil des Parks.

## Frühlingsgarten
Entlang des Mühlengrabens befand sich ursprünglich nur eine Kastanienallee. Zur ersten Bezirksgartenschau wurde im Jahre 1954 der Frühlingsgarten angelegt. Seine Gestaltung erfolgte mit Frühjahrsblühern und exotischen Baumarten wie Stechpalme, Ginkgo, Esskastanie, Tulpenbaum, Japanischer Zierquitte und dem ersten Cottbuser Urwald-Mammutbaum. Der Frühlingsgarten gilt aufgrund der schönen Natursteinverwendung, der Gräser- und Staudenpflanzungen, Skulpturen, Pergolen, den seltenen exotischen Bäumen und der optischen Einbeziehung der Spree als besonderes Gartendenkmal. Im und am Mühlengraben sind auch Nutrias heimisch geworden.

## Goethepark

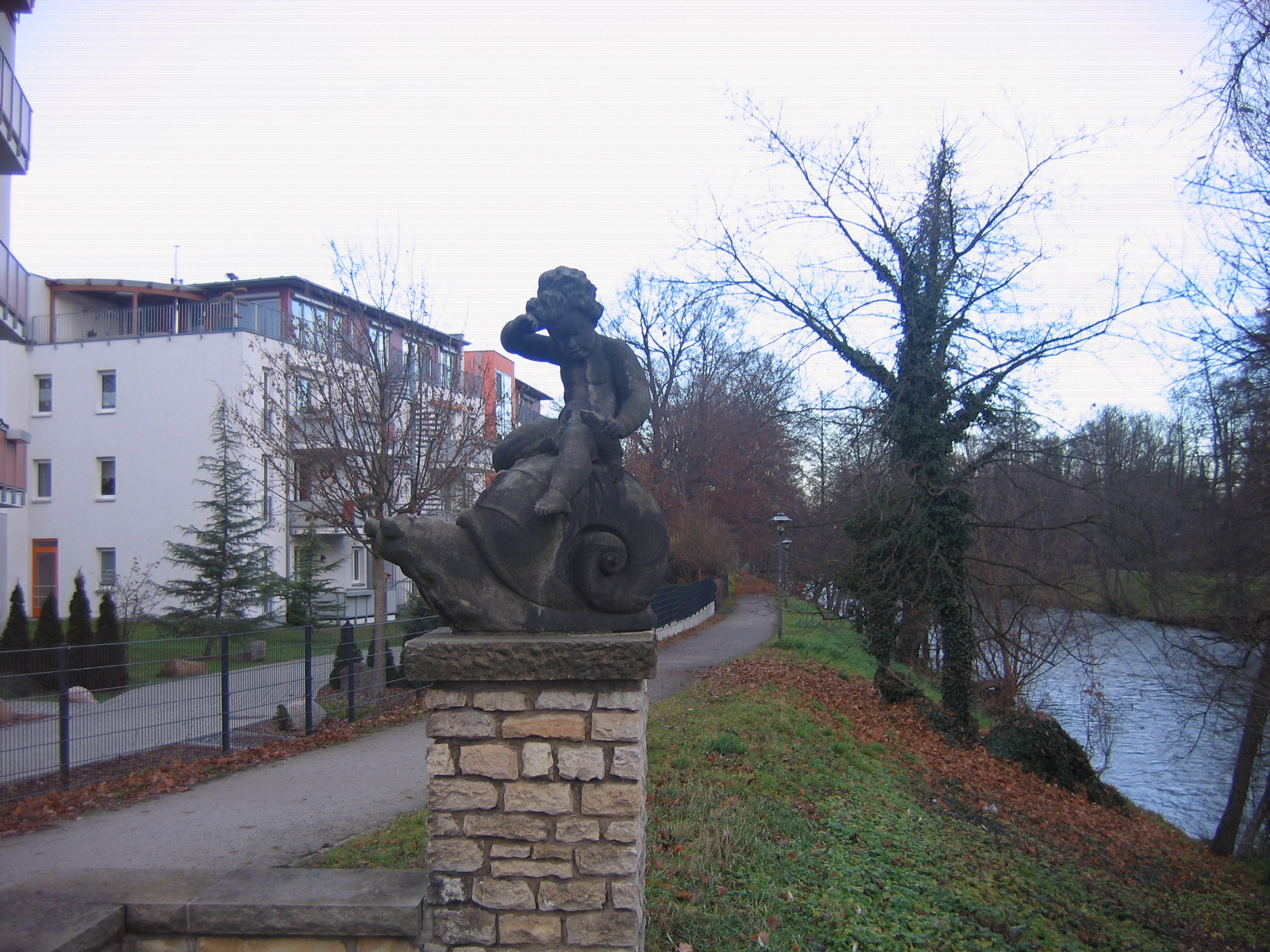
Zugang zum Goethepark von der Franz-Mehring-Straße

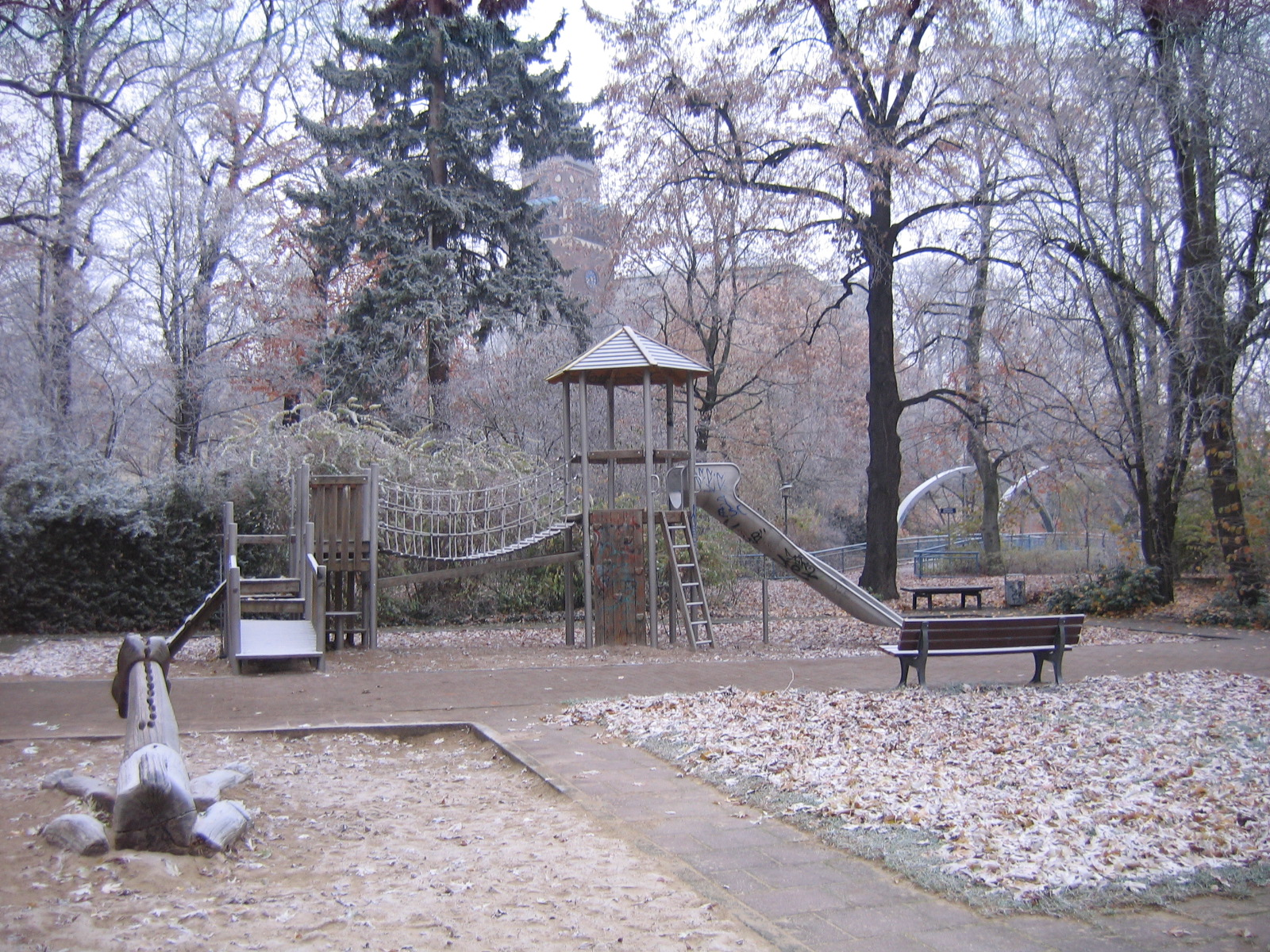
Kinderspielplatz im Goethepark

Der Goethepark befindet sich im Stadtteil Sandow an der Franz-Mehring-Straße. Von drei Seiten wird er von der Spree eingefasst und durch den Blechensteg mit dem Carl-Blechen-Park verbunden. Die Anlage wurde 1895 als Stadtpark vom Verschönerungsverein auf dem sumpfigen Gelände der Mühleninsel angelegt, damit ist es die älteste Parkanlage von Cottbus. Mit dem Bau des Elektrizitätswerkes 1926/27 wurden zwei neue Zugangsmöglichkeiten zum Park geschaffen, die Brücke am Elektrizitätswerk und die Brücke zur Straße „Am Spreeufer“.
Erst im Jahr 1949 wurde der Stadtpark in Goethepark umbenannt. In dem weitläufigen Park befindet sich der Amtsteich, der um 1600 für die Karpfenzucht genutzt wurde und in dem heute eine Fontäne sprudelt.
Im Winter ist der zugefrorene See ein beliebter Platz für Schlittschuhläufer. Ein Kinderspielplatz und das Kunstmuseum Dieselkraftwerk sowie das Museum für Natur und Umwelt machen den Park in jeder Jahreszeit zu einem Anziehungspunkt. Das Restaurant „Freizeitoase“ bietet die Möglichkeit zum Bowlen und Kegeln. Die Uferbereiche sind geschmackvoll bepflanzt, der Park ist bis heute in seiner um 1900 entstandenen Form erhalten. Für viele Besucher sind die hier lebenden Nutrias eine kleine Attraktion.

## Käthe-Kollwitz-Park
Der nach Käthe Kollwitz benannte Park befindet sich im Stadtteil Sandow zwischen dem Nordring, der Spree und der Kleingartenanlage „Fleißige Hand“.
Nachdem im Jahr 1969 die Sandower Mülldeponie zugeschüttet und in einen Rodelberg verwandelt wurde, schuf man im darauffolgenden Jahr den zwanzig Hektar großen Käthe-Kollwitz-Park, indem ein Netz aus Wanderwegen rings um den achtundachtzig Meter hohen Rodelberg angelegt wurde. Nach 1980 ging die Parkpflege immer weiter zurück, bis er nach 1990 sich selbst überlassen wurde und völlig verwilderte. Seit 2009 sind Mitarbeiter des Naturschutzbundes Kolkwitz bemüht, den als Naherholungsgebiet geltenden Park wieder für Spaziergänger und Jogger nutzbar zu machen. Der Rodelberg soll wieder als solcher genutzt werden können und auch Mountainbiker sollen hier auf ihre Kosten kommen.

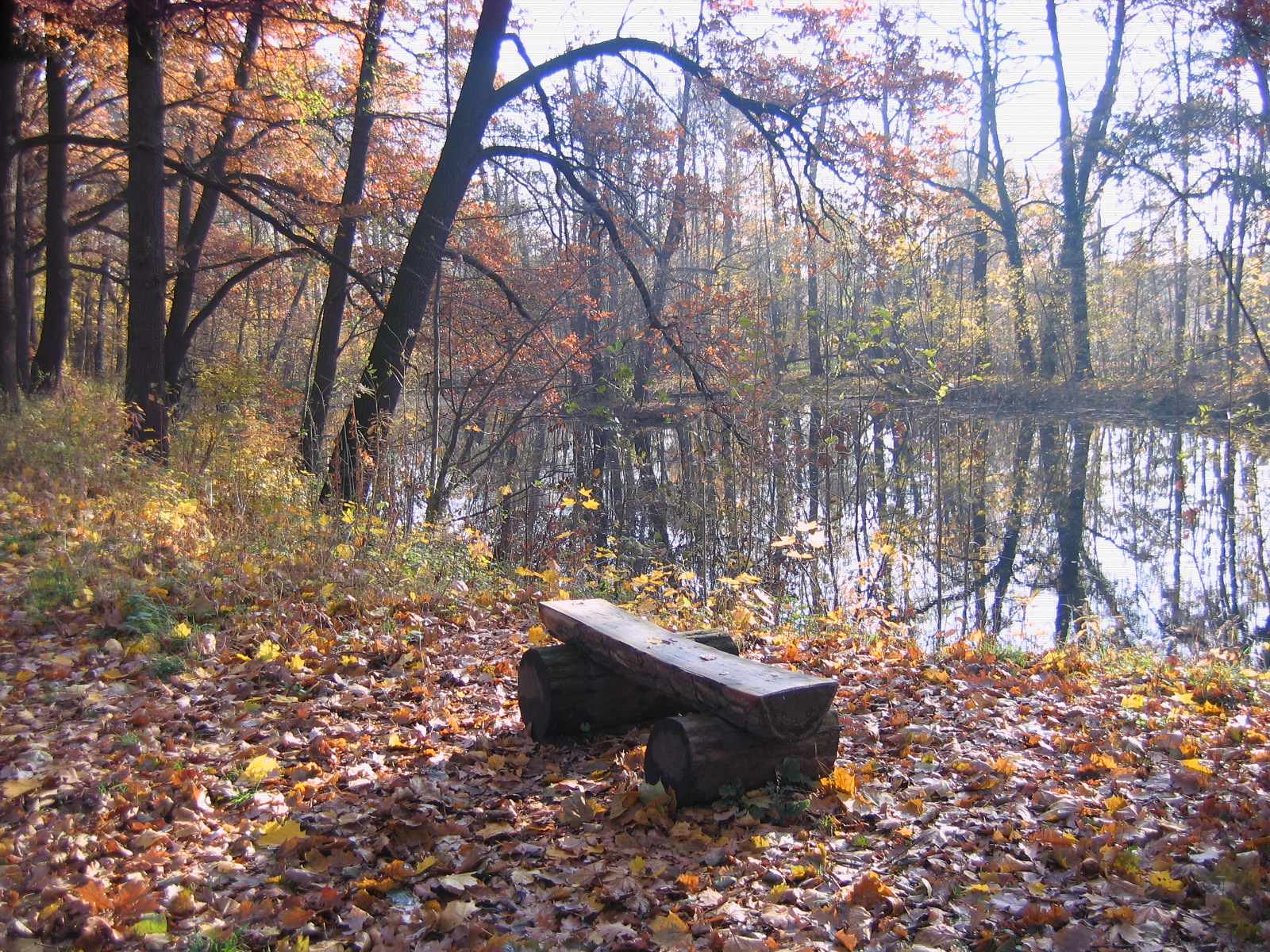
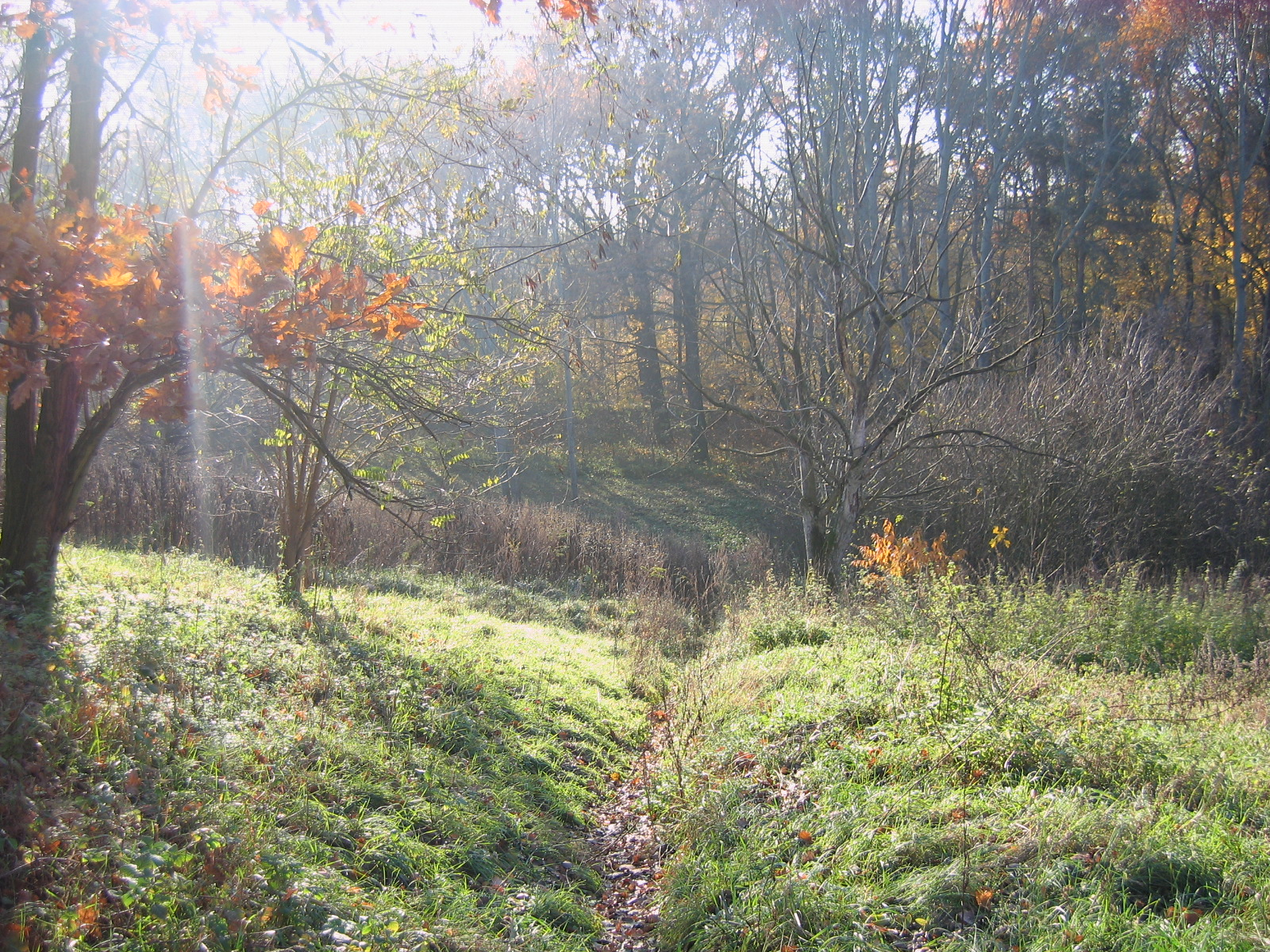
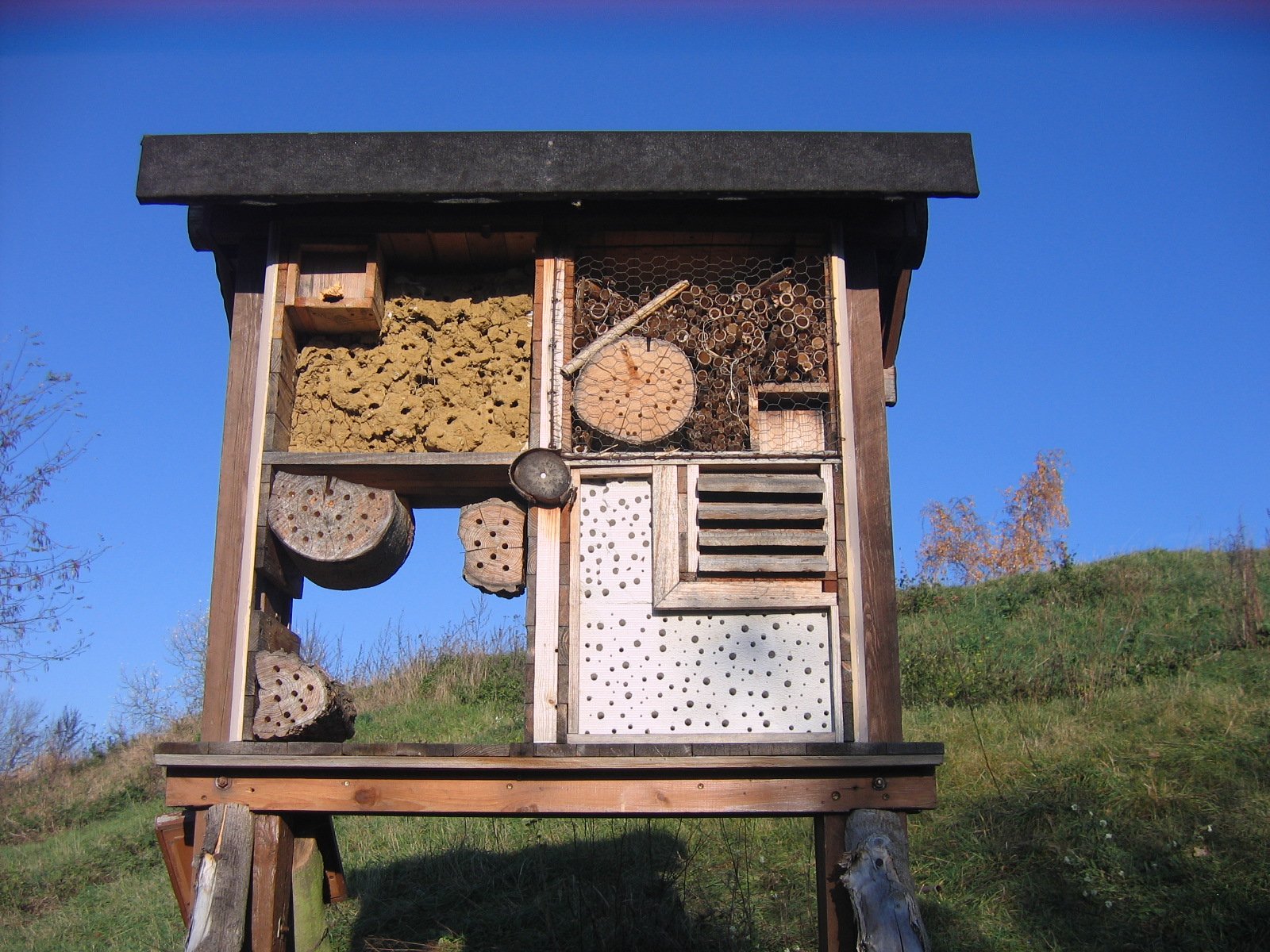
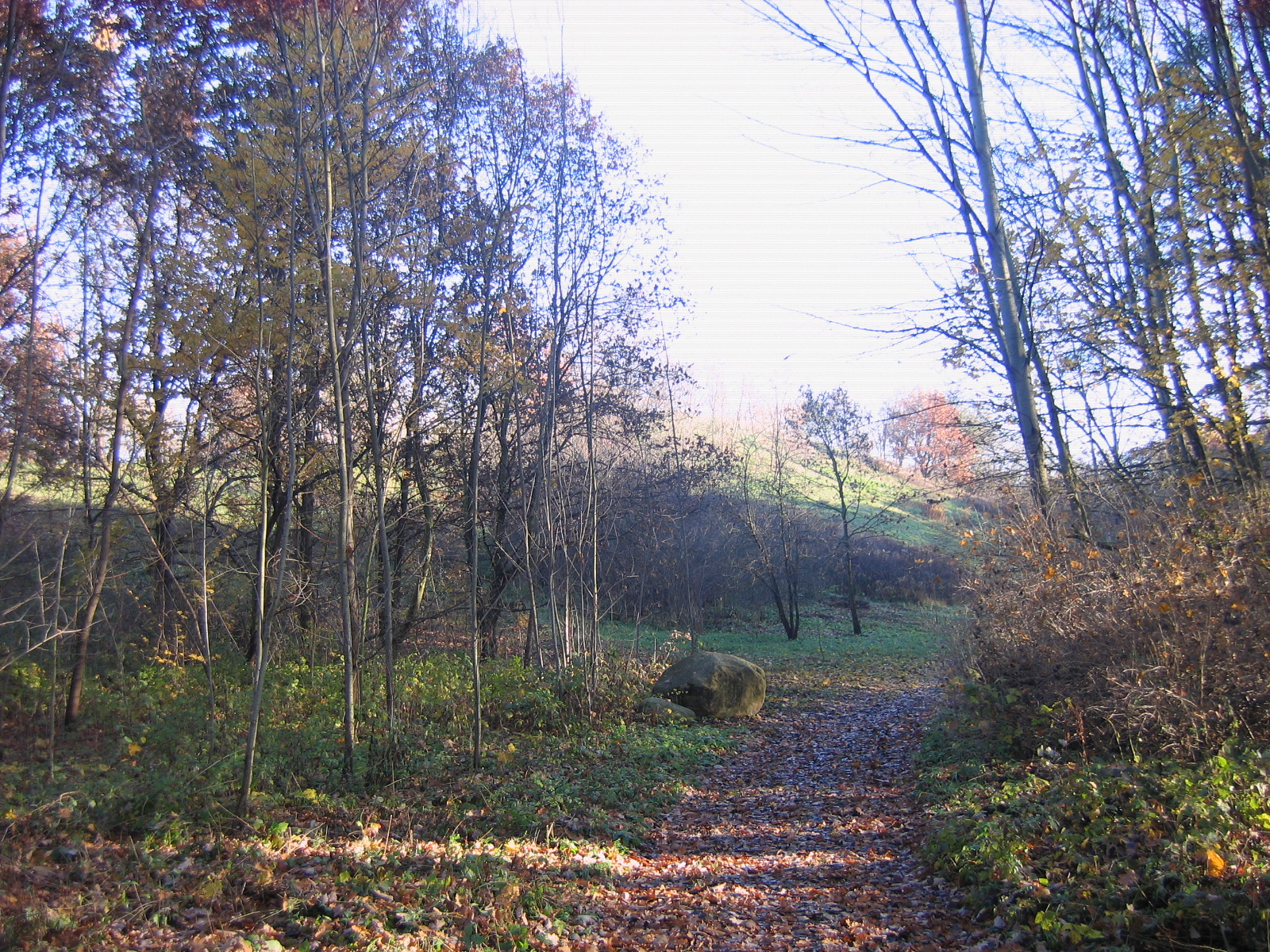

## Puschkinpromenade

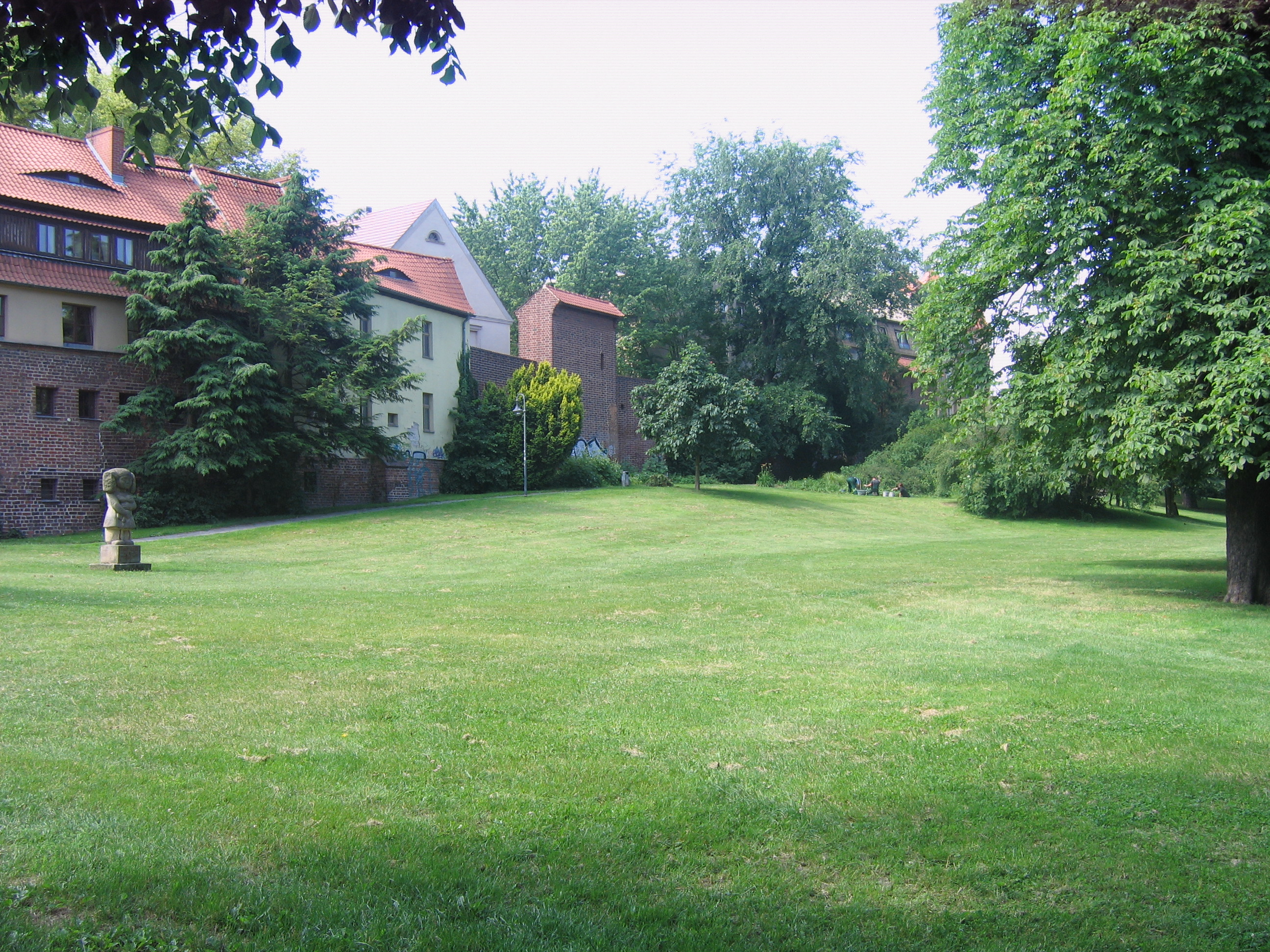
Parkanlage Puschkinpromenade

Die Puschkinpromenade verläuft entlang der gesamten Nordseite der Altstadt. Die Parkanlage ist nach dem russischen Dichter Alexander Sergejewitsch Puschkin benannt und befindet sich auf dem ehemaligen Luckauer Wall.
Im Jahr 1744 wurden am Stadtgraben zweitausend Maulbeerbäume herangezogen. Sie waren für die Bepflanzung der öffentlichen Plätze, Straßen und Wälle vorgesehen. Eine erste kleine Platzanlage wurde im Jahr 1813 am westlichen Ende des Luckauer Walls gestaltet. Die Bezeichnungen „Wallpromenade“ und „Promenadenallee“ tauchen zum ersten Mal im Jahr 1829 auf, als der Magistrat der Stadt die noch vorhandenen Maulbeerbäume verpachtete.
Nach 1830 wurden zwischen der Stadtmauer und dem inneren Stadtgraben Gärten angelegt.
Im Bereich des 1964 beseitigten Denkmals für die Gefallenen der Kriege von 1864, 1866 und 1870/71 ließ der 1872 gegründete Verschönerungsverein eine erste bescheidene Schmuckanlage errichten. Im Jahr 1886 erfolgte die Umgestaltung des Luckauer Walls in eine typisch gründerzeitliche Anlage mit Wegen, Rondellen und Schmuckbepflanzungen, die von niedrigen Hecken eingefasst wurden. Die Schmuckanlage mit dem „Japanischen Pavillon“ wurde im Jahr 1905 am westlichen Ende hinzugefügt.
In der Ausmuldung zwischen dem Luckauer Wall und dem inneren Stadtgraben waren nach 1945 immer noch Gärten erhalten. Im Zweijahresplan „Trümmerbeseitigung“ wurde dieser Bereich 1949/50 fast vollständig mit den Schuttmassen abgetragener Kriegsruinen verfüllt. Im Juni 1949 erhielt die Promenade ihren heutigen Namen. Die Umgestaltung der Promenade und der verfüllten Bereiche zu einer zusammenhängenden Grünanlage erfolgte in den Jahren 1956/57. In einem erhaltenen Bereich der Grubensenke im östlichen Teil der Promenade wurde 1968 eine Spritzeisbahn errichtet. Eine Aufschüttung aus Schutt und Müll wurde angrenzend zu einem Rodelberg geformt, bepflanzt und mit Wegen erschlossen.
In den folgenden Jahrzehnten wurde die Puschkinpromenade immer wieder neu gestaltet. Es wurden zahlreiche Sitzplätze, Staudenrabatten, Natursteinmauern und Plattenflächen geschaffen, die durch ein eckiges Wegesystem verbunden waren. Ein Freilandschach, ein Wassergarten und Brunnenanlagen wurden in das Konzept integriert.
Der Rodelberg, befestigte Flächen mit Spielgeräten und Tischtennisplatten sowie ausgedehnte Sandspielflächen zerstörten jedoch den Parkcharakter der Puschkinpromenade.
Anlässlich des 30. Jahrestages der DDR erfolgte im Bereich des ehemaligen Wassergartens die Einweihung des Ehrenhains für die Opfer des Faschismus und Militarismus.
Zahlreiche Plastiken des IX. Internationalen Hoyerswerdaer Bildhauersymposiums wurden 1981 in der Parkanlage aufgestellt.
Im Jahr 1995 wurden in Vorbereitung auf die Bundesgartenschau die Gehölze und Staudenpflanzungen erneuert. Es erfolgte eine Sanierung der Wege, Platzflächen, Natursteinmauern und Brunnenanlagen, wobei eine Verlagerung und Verkleinerung der überdimensionierten Spielbereiche stattfand. Um der Promenade ihren Parkcharakter zurückzugeben entfernten die Gartenarchitekten die nachträglich eingebrachten Wege und Plätze. Eine Beseitigung des Rodelberges und der versiegelten Eislauffläche scheiterte an den horrenden Kosten, da in diesem Bereich das Erdreich stark mit Schwermetallen belastet ist.

## Schillerplatz

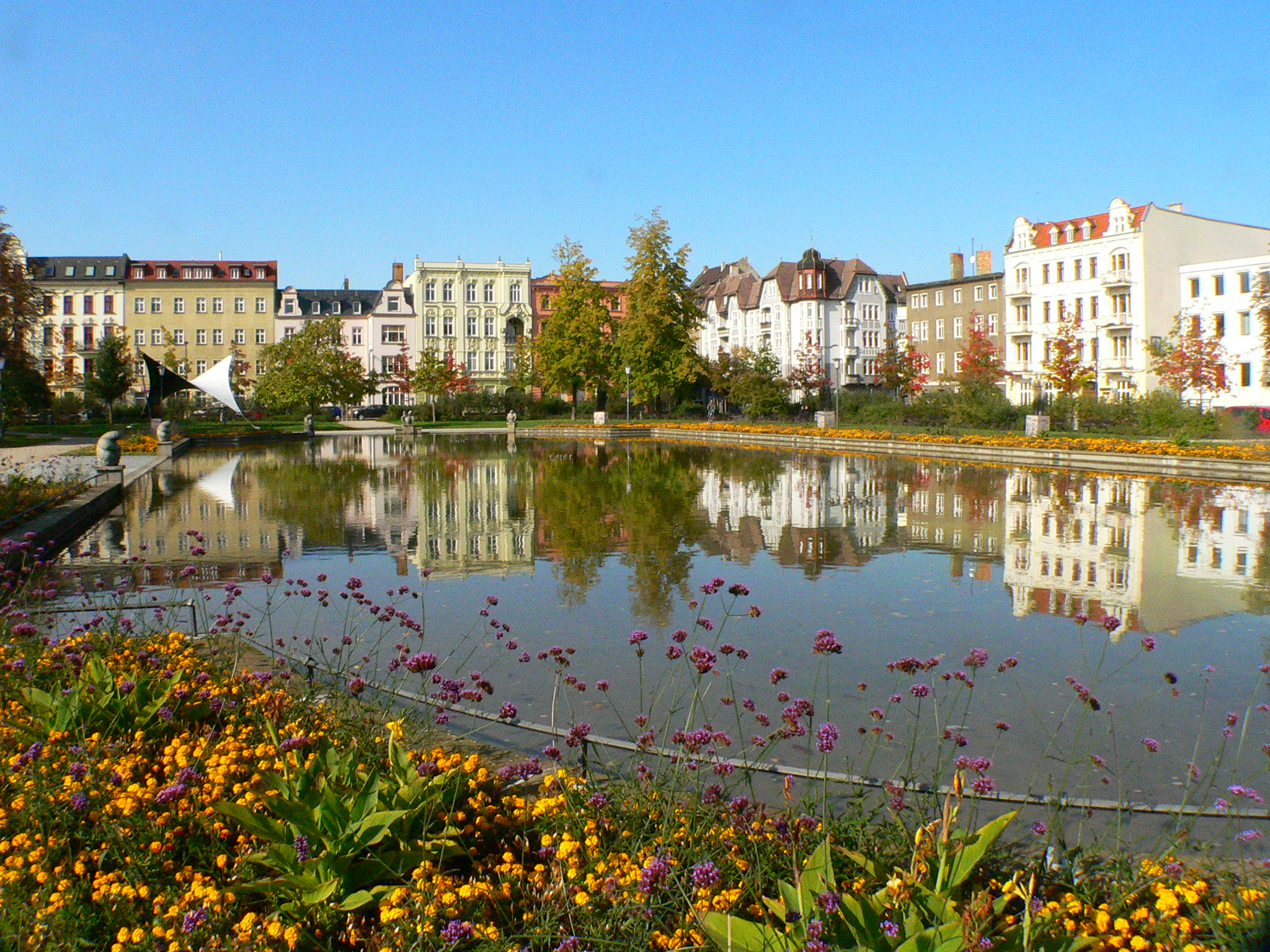
Schillerplatz

Der Schillerplatz befindet sich nahe dem Staatstheater Cottbus. Der Platz wurde früher als Viehmarkt und Exerzierplatz genutzt. Um 1900 erfolgte die Umbauung des Platzes mit repräsentativen Bürgerhäusern und dem Theater im Jugendstil. Bis zum Jahr 1943 wurde er noch als Rummelplatz genutzt. Anlässlich der 800-Jahr-Feier der Stadt Cottbus erhielt der Platz 1956 seine heutige Gestalt mit zahlreichen Bäumen, Pflanzenarten und einer großen Brunnenanlage. Er gilt als eines der Wahrzeichen der Stadt Cottbus.

## Spreeauenpark

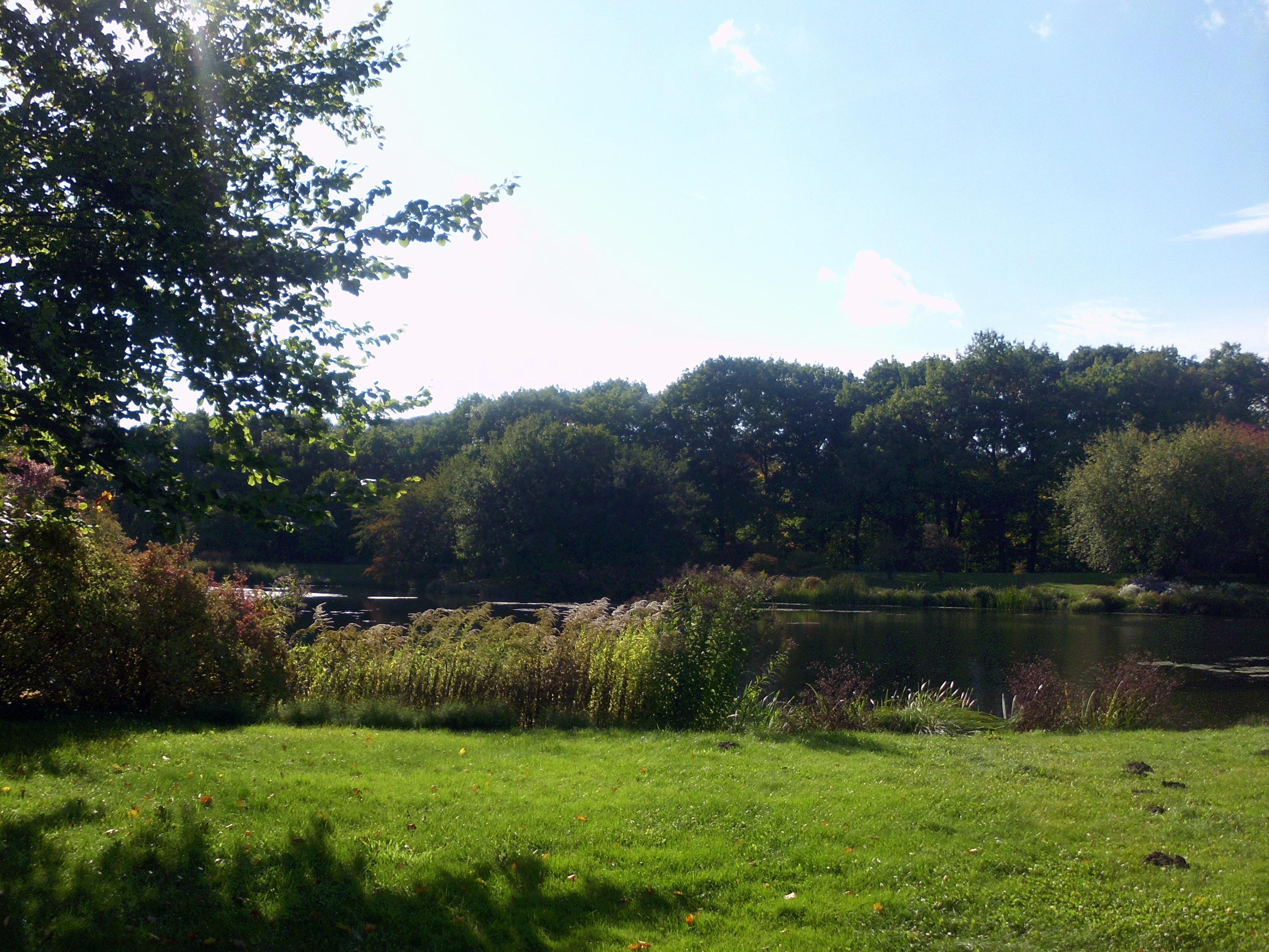
Spreeauenpark; Blick auf den Weiher

Der anlässlich der Bundesgartenschau im Jahre 1995 angelegte Spreeauenpark hat sich mit 55 Hektar Fläche in das Cottbuser Parkareal an der Spree eingereiht. Er befindet sich zwischen Tierpark und dem Stadion der Freundschaft. Gegliedert ist er in einen Apotheker- und Bauerngarten, einen Rosengarten, den Rhododendronhain und einen Klanggarten, die sich alle um den 1,2 Hektar großen Parkweiher gruppieren. Eichenalleen, von Wildstauden gesäumte Gräben und ausgedehnte Wiesenflächen verbinden die Areale. Einmalig in Europa entstand der Tertiärwald, eine lebende Nachbildung eines Urwaldes der Braunkohlezeit vor etwa 10 Millionen Jahren mit einem fossilen Mammutbaumstubben, Kohlemoor und einer Findlingsallee. Familienfreundliche Erlebnisspielplätze, ein Parkcafé und der Anschluss an die Parkeisenbahn erweitern das Angebot. Der Parkpavillon hat sich als Veranstaltungsbühne für Feste, Open-Air-Veranstaltungen und Feuerinszenierungen etabliert. Inmitten des Parkareals steht das größte Messe- und Tagungszentrum des Landes Brandenburg. In der Nähe des Tierparks wurde für Campingfreunde ein Caravan-Standplatz angelegt.
Der Besuch des Parks ist an ein Eintrittsgeld von einem Euro gebunden.

## Volkspark

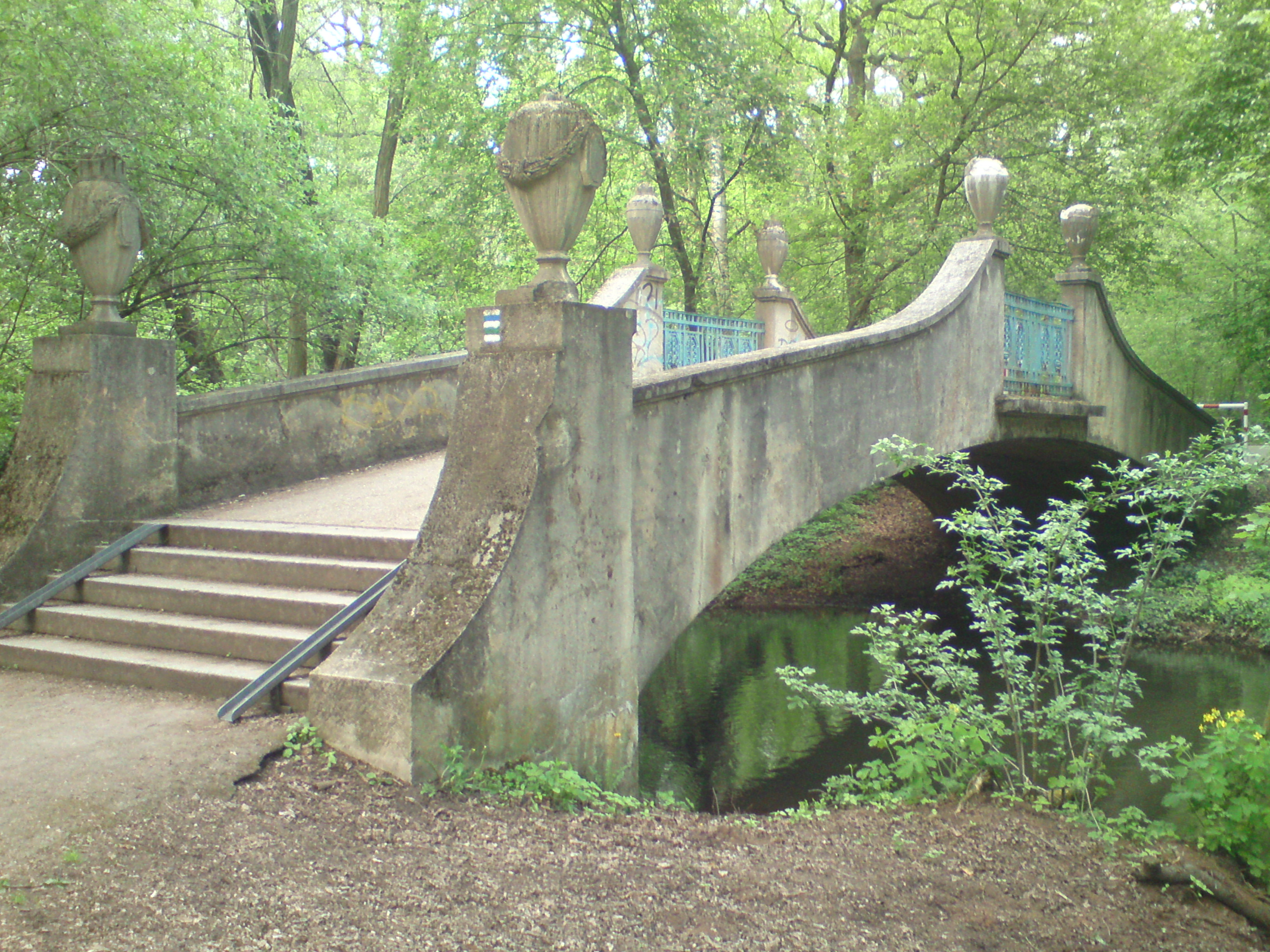
Jubiläumsbrücke

Der Volkspark mit den Madlower Schluchten und dem Eichenpark wird westlich von der Bautzener Straße und östlich von der Spree begrenzt. Nördlich erstreckt er sich bis zur Straße „Eichenpark“ und endet südlich gleich hinter dem Madlower Badesee.
Das stadtnahe Walderholungsgebiet wird von zahlreichen Wanderwegen und Rad-Wander-Wegen durchzogen. Es wurde ein Naturlehrpfad angelegt und ein heute unbewachter Badesee erfreut sich großer Beliebtheit.
Im Jahr 1906 stimmten die Stadtverordneten für einen „Waldpark“ in der Madlower Heide. Der damalige Oberbürgermeister Paul Werner benannte ihn „Kaiser-Wilhelm-Auguste-Viktoria-Hain“. Eine erste Gestaltung wurde 1909 umgesetzt, obwohl die Bauern, denen das Land gehörte, erst 1913 enteignet wurden. Durch die Entnahme von Sand und Kies zur Aufschüttung des Bahndamms der Eisenbahnstrecke Cottbus-Görlitz entstanden die typischen Vertiefungen der Madlower Schluchten. Der vom Verschönerungsverein in Umlauf gebrachte Name Volkspark setzte sich um 1918 schließlich durch. Im Jahre 1954 wurde der Volkspark zum Landschaftsschutzgebiet erklärt. Zum Bau des Stadtrings wurde ab dem Frühjahr 1969 erneut Erdreich entnommen und bis Mai 1972 aus der so entstandenen Vertiefung der Madlower Badesee geschaffen.
Von den einstigen, künstlichen Wasserläufen sind nur trockene Gräben geblieben. Damals errichtete Schutzhütten, Geländer und eine „Hühnerleiter“-Holzbrücke sind ebenfalls verschwunden.

## Weitere Parks und Grünflächen
- Tierpark Cottbus
- Grünanlage am Cottbuser Schlossberg
- Sachsendorfer Wiesen